# Crazy (Gnarls Barkley)
Crazy è il primo singolo del gruppo Gnarls Barkley, una collaborazione musicale tra Danger Mouse e Cee Lo Green, ed è estratto dal loro primo album St. Elsewhere uscito nel 2006. Ha ottenuto un ampio successo praticamente in tutta Europa, America e Oceania nel corso del 2006.
La canzone ha vinto il Grammy Awards nel 2007 come "miglior performance urban/alternativa" ed è stata anche nominata come "Disco dell'anno", premio che poi è andato alle Dixie Chicks con la loro Not Ready to Make Nice.
Musicalmente, Crazy è ispirata alla colonna sonora degli spaghetti Western, in particolare ai lavori di Ennio Morricone, conosciuto negli Stati Uniti soprattutto per le musiche relative ai film di Sergio Leone. Il brano, in particolare, trae origine da una traccia della colonna sonora del western italiano Preparati la bara!, di Ferdinando Baldi; la traccia, composta da Gian Franco e Gian Piero Reverberi, si intitola Nel cimitero di Tucson. Il testo invece è ispirato ad una conversazione fra Cee-Lo e Danger Mouse avuta nello studio di registrazione.
Nella classifica "100 Best Songs of the 2000s" della rivista Rolling Stone la canzone si posiziona alla numero 1.

## Video musicale
Il video che accompagna il brano è stato realizzato con lo stile del test di Rorschach, per rimanere in tema con l'argomento della "pazzia". Macchie di inchiostro colorato si trasformano da una forma all'altra formando a volte il volto sia di Cee Lo Green che quello di Danger Mouse, insieme al logo del gruppo e ad altre figure di insetti e animali. Le figure di inchiostro sono state create da Bryan Louie e il video è stato nominato all'MTV Video Music Awards 2006 nelle categorie "Miglior video di un gruppo", "Miglior regia" e "Miglior montaggio", vincendo nelle ultime due. Inoltre ha ricevuto una nomination anche all'MTV Europe Music Awards 2006 come "miglior video".

## Tracce
European CD single/download/UK 7" picture vinyl
1. "Crazy" – 2:58
2. "Just A Thought" (Edit) – 2:41

U.S. 12" vinyl single/promo CD
1. "Crazy" – 2:59
2. "Crazy" (Instrumental) – 2:59
3. "Go-Go Gadget Gospel" – 2:15
4. "Go-Go Gadget Gospel" (Instrumental) – 2:13

UK 12" vinyl/download/promo CD
1. "Crazy" – 2:58
2. "Crazy" (Instrumental) – 3:03

Australian CD single
1. "Crazy" – 2:58
2. "Just A Thought" (Edit) – 2:41
3. "The Boogie Monster" – 2:50

## Classifiche
| Classifiche (2006)                              | Posizione massima |
| ----------------------------------------------- | ----------------- |
| Australian Singles Chart                        | 2                 |
| Ö3 Austria Top 40                               | 1                 |
| Belgium Singles Chart                           | 3                 |
| Brazilian Single Chart                          | 3                 |
| Canadian BDS Airplay Chart                      | 1                 |
| Canadian Digital Singles Charts                 | 1                 |
| Danish Single Chart                             | 1                 |
| Dutch Top 40                                    | 3                 |
| Estonian Single Chart                           | 1                 |
| Eurochart Hot 100 Singles                       | 1                 |
| French Single Chart                             | 3                 |
| Finnish Single Chart                            | 3                 |
| German Singles Chart                            | 3                 |
| Greek Single Chart                              | 8                 |
| Irish Singles Chart                             | 1                 |
| Italian Single Chart                            | 2                 |
| New Zealand Singles Chart                       | 1                 |
| Norwegian Single Chart                          | 2                 |
| Swedish Single Chart                            | 4                 |
| Swiss Single Chart                              | 1                 |
| UK Official Download Chart                      | 1                 |
| UK Singles Chart                                | 1                 |
| U.S. Billboard Hot 100                          | 2                 |
| U.S. Billboard Modern Rock                      | 7                 |
| U.S. Billboard Pop 100                          | 2                 |
| U.S. Billboard Hot R&B/Hip-Hop Singles & Tracks | 53                |
| U.S. Billboard Hot Dance Airplay                | 2                 |
| U.S. Billboard Hot Dance Club Play              | 23                |
| U.S. Billboard Hot Adult Top 40 Tracks          | 1                 |
| U.S. Billboard Hot Adult Contemporary Tracks    | 7                 |